# Фишман, Леонид Гершевич
Леони́д Ге́ршевич Фи́шман (род. 26 ноября 1971, г. Магнитогорск, Челябинской области) — российский политолог, доктор политических наук, профессор РАН.

## Биография
После окончания медицинского училища в г. Магнитогорске служил в Советской Армии и работал на «скорой помощи». В 1992 году поступил в Уральский государственный университет на отделение политологии философского факультета, в 1997 году окончил университет по специальности «политология». С того же года по настоящее время работает в Институте философии и права УрО РАН, пройдя путь от аспиранта до главного научного сотрудника отдела философии. В 2000 году защитил кандидатскую диссертацию «Трансформация метапарадигмы социально-политических наук», с 2007 года — доктор политических наук, тема диссертации — «Политические дискурсы постсоветской России: теоретико-методологический анализ». Автор более 230 научных работ, в том числе 6 авторских монографий. Имеет научные публикации в США, Франции, Нидерландах и иных странах. В 2024 г. индекс Хирша в РИНЦ — 20.
Выдвигался в члены-корреспонденты РАН на выборах 2022 года.

## Научные результаты
В начале 2000-х гг. Л. Г. Фишман предпринял фундаментальное исследование метапарадигмальных оснований современных наук об обществе. Согласно базовой гипотезе, социокультурный кризис, в течение XX века потрясавший как Россию, так и Запад, способствует обнаружению этих оснований, ранее скрытых под наплывами повседневности. В процессе анализа эволюции метапарадигмы социально-политических наук особое внимание было уделено роли психологии, социологии религии, идей Нового Века. Результаты исследований были отражены в монографии «В ожидании Птолемея. Трансформация метапарадигмы социально-политических наук» (Екатеринбург, 2004).
Значительная часть работ Л. Г. Фишмана посвящена анализу преломления в отечественной фантастике различных аспектов становления гражданского общества в современной России. Какую функцию выполняет фантастика в современном обществе? Что можно сказать об обществе, изучая его фантастику? Во что превращаются привычные всем идеологии и утопии, будучи вложенными в уста фантастических героев, и о чём это свидетельствует? Каковы в целом политические тренды, отразившиеся в постсоветской фантастике? Предпосылки того антилиберального, державнического, ностальгирующего по утраченному советскому величию идейного консенсуса, который стал реальностью сейчас, в полной мере проявились в российской фантастике уже в конце прошлого века. Они были описаны в терминах «реваншизма» и «ревизионизма». Эти же настроения были проанализированы на примере произведений жанра «альтернативной истории» и тесно связанной с нею «попаданческой» фантастики. Результаты отражены в монографии «Фантастика и гражданское общество» (Екатеринбург, 2002), а также других публикациях в научных и литературных журналах на протяжении 2000-х-2010-х гг.
В этот же период Л. Г. Фишман исследовал характерные особенности российской политической мысли эпохи Постмодерна. Он исходил из того, что привычные концепции идеологии и утопии не вполне применимы к анализу современной российской политической мысли. В качестве альтернативы была разработана концепция, основанная на понятии политического дискурса. Постмодерн оттеснил на периферию идеологию и утопию. Их уход выводит на сцену «политический проективизм», «дискурс, ориентированный на поиск основ социальной рациональности», «просвещение», «дискурс нормального общества и здравого смысла», а также иные типы политических дискурсов, аналоги которых порой удаётся отыскать в прошлом, а порой и нет. Результаты исследования были отражены в монографии «Постмодернистская ловушка: путь туда и обратно».
В 2010-е годы в центре внимания Л. Г. Фишмана находились вопросы, касающиеся специфики исторических условий, в которых возникает как античная демократия, так и демократия Нового и Новейшего времени. Автор пришёл к выводам, согласно которым для формирования демократии как политического режима и демократии как общепринятого представления о том, что править должен «народ», имеют ключевое значение военные факторы. Демократия возникает там и тогда, где и когда государство и политические элиты начинают испытывать потребность в многочисленной армии, наличествуют военные и социальные технологии, позволяющие привлекать для службы в вооружённых силах беднейшие социальные слои, а также имеется традиция наделения политическими правами социальных слоёв за их военную ценность. При иной же конфигурации военных и социальных факторов формируются иные политические режимы, как это неоднократно происходило в Античности и в Новейшее время. Результаты исследований были отражены в монографии «Происхождение демократии („Бог“ из военной машины)» (Екатеринбург, 2011).
Помимо этого Л. Г. Фишман опубликовал ряд работ, в которых рассматриваются вопросы, имеющие отношение к понятиям правды и справедливости, идеологии и этики, месту и роли политической науки в России. В фокус научного интереса попали идеологические сдвиги, происходившие в России на протяжении последних двух десятков лет, попытки обоснования национальной идеи для России, социальная структура современных обществ, перспективы становления «рентного общества» В России и за рубежом, проблематика становления российского гражданского общества. Значительная часть результатов этих исследований была отражена в коллективных монографиях «Многообразие политического дискурса» (Екатеринбург, 2004), «Судьбы гражданского общества в России» (Екатеринбург, 2004), в монографиях «Россия в поисках утопий. От морального коллапса к моральной революции» (Москва, 2010), «Россия в поисках идеологий: трансформация ценностных регуляторов современных обществ» (Москва, 2016), а также в монографии «Рентное общество: в тени труда, капитала и демократии». (Москва, 2019) в соавторстве с В. С. Мартьяновым и Д. А. Давыдовым.
Л. Г. Фишман большое внимание уделяет популяризации научного знания и обсуждению значимых общественно-политических проблем. Постоянно выступает в роли автора, критика и рецензента на страницах общественно-литературных изданий «Новый мир», «Знамя», «Дружба народов», «Неприкосновенный запас», «Нева», «Свободная мысль» и др.
Член редакционных коллегий и редакционных советов журналов «Антиномии», «Полития», «Дискурс-Пи», «Russian Studies in Law and Politics».

## Отличия
- Лауреат литературной международной ассамблеи фантастики «Портал» (2010)
- Лауреат конкурсов Российской ассоциации политических наук (2017, 2019, 2022)
- Медаль имени С.С. Алексеева (УрО РАН, 16 июня 2017) — за цикл монографий в области теории и истории политических учений
- Почётная грамота Законодательного собрания Свердловской области (2021)
- Шорт-лист Ежегодной социологической книжной премии им. Б. А. Грушина 2022 г.
- Премия академика РАН Александра Ивановича Татаркина за лучшую работу в области политэкономии (2022)[1]

## Книги
- Фишман Л. Г. Фантастика и гражданское общество. — Екатеринбург: УрО РАН, 2002. 168 с. Свободный доступ
- Фишман Л. Г. В ожидании Птолемея. Трансформация метапарадигмы социально-политических наук. Екатеринбург: УрО РАН, 2004. Свободный доступ
- Фишман Л. Г. Постмодернистская ловушка: путь туда и обратно. — Екатеринбург: УрО РАН, 2004., 236 с. Свободный доступ
- Фишман Л. Г. Картина будущего у российских фантастов. Липецк, «Крот», 2008. 68 стр. Свободный доступ
- Фишман Л. Г., Мартьянов В. С. Россия в поисках утопий. От морального коллапса к моральной революции. М. «Весь мир». 2010. Свободный доступ  {Рец.}
- Фишман Л. Г. Происхождение демократии. («Бог» из военной машины). Екатеринбург. 2011. Свободный доступ
- Россия в поисках идеологий: трансформация ценностных регуляторов современных обществ / под ред. В. С. Мартьянова и Л. Г. Фишмана. — М.: Политическая энциклопедия, 2016. — 334 с. Свободный доступ
- Фишман Л. Г., Мартьянов В. С., Давыдов Д. А. Рентное общество: в тени труда, капитала и демократии. М.: Изд. дом Высшей школы экономики, 2019. 416 с.
- Фишман Л. Г. Эпоха добродетелей: после советской морали. М .: Новое литературное обозрение, 2022. 232 с.
- Фишман Л.Г. Неравенство равных: концепция и феномен ресентимента. М.: Изд. дом Высшей школы экономики, 2024. 272 с.

## Научные статьи
- Политический миф и идеология: «опасное сближение»? // Полис № 4, 2006. с.74-87.
- Фишман Л. Г., Мартьянов В. С. Моральный тупик цивилизационной парадигмы // Полития. Зима 2006—2007. № 4 (43). С. 72-87.
- либерализма и управление судьбой // Прогнозис № 2, 2007. С. 329—333.
- Нравственное значение нашей «революции» // Свободная мысль № 1 (1584), 2008. С. 49-61.
- О двух секулярных ересях // Неприкосновенный запас № 3(59), 2008. С. 196—207.
- Упадок демократии и «закат» политологии] // Полития № 3 (50), 2008. С.79-89. Свободный доступ
- Поможет ли духовность российскому капитализму?] // Полития № 2, 2013, с. 119—128. Свободный доступ
- Концепция ложного сознания как «половина» идеологии // Полития № 1, 2014. Свободный доступ
- Сон золотой и сон железный // Научный ежегодник Института философии и права УрО РАН, Том 13, выпуск 3, Екатеринбург, 2013. С.53-67. Свободный доступ
- Либеральный консенсус: дрейф от неолиберализма к коммунитаризму // Полис № 4, 2014, С. 152—165. Свободный доступ
- Les tendances politiques des littératures postsoviétiques de l’imaginaire // LA REVUE RUSSE № 43, PARIS INSTITUT D’ÉTUDES SLAVES, 2014. Р. 13-29.
- О «русском мире» и бесперспективности «недонационализма» // Неприкосновенный запас. 2015. № 1. С. 261—268. Свободный доступ
- Закат «общества труда»: современная идеологическая констелляция// Полития № 3, 2016. С.116-129. Свободный доступ
- Фишман Л. Г., Мартьянов В. С. Этика добродетели для новых сословий: трансформация политической морали в современной России // Вопросы философии. 2016. № 10. С. 58-68. Свободный доступ
- Популизм — это надолго. // Полис. Политические исследования. 2017. № 3. С. 55-70. Свободный доступ
- The End of Utopias? // Changing Societies & Personalities, 2017, Vol.1, № 3. P. 259—270. Свободный доступ
- Леволиберальный дискурс: теория и практика предательства // Социологические исследования. 2018. № 7. С. 162—167. Свободный доступ
- Прекариат: этот средний класс сломался — несите другой // Логос, Т. 28 (6), 2018. С. 91-104. Свободный доступ
- Профессионалы морали: от риторики бесценного к политическому самосознанию // Антиномии. — 2019. Т. 19. Вып. 1. C. 49-66. Свободный доступ
- Посткапитализм и последняя (анти) утопия нашего времени // Полития № 2, 2020. С.40-53.
- Новая ересь гражданской религии // Россия в глобальной политике. Том 18, № 5(105), 2020. С. 90-102. Свободный доступ
- Пугающий дух и его медиумы (актуальна ли «Протестантская этика» в XXI в. ?) // Journal of Institutional Studies (Журнал институциональных исследований). 2020.
- Fishman L. G., Martianov V. S. The Rise and Decline of Soviet Morality: Culture, Ideology, Collective Practices // Changing Societies & Personalities, 4(3), 2020. Vol. 4, No. 3, pp. 372–395.
- Фишман Л. Г., Мартьянов В. С. Социальные науки и глобальная турбулентность: перезагрузка мейнстрима // Мировая экономика и международные отношения № 1, т. 65, 2021. С. 100—113. Свободный доступ
- Социалистические буржуазные добродетели // Вестник Томского государственного университета. Философия. Социология. Политология. № 58. 2020. C. 255—263. Свободный доступ
- «Пустой знак»: концепт «популизма» в современном политологическом мейнстриме // Вестник Московского университета. Серия 25: Международные отношения и мировая политика. 2021. Т. 13. № 2. С. 13-32.
- Фишман Л.Г., Мартьянов В.С. Если не урок, то проект // Россия в глобальной политике. 2022. Т. 20. No. 4. С. 66-85.
- Фишман Л.Г., Мартьянов В.С., Руденко В.Н. Пандемия коронавируса и кризис экспертного знания: перезагрузка чуда, тайны и авторитетов // Journal of Institutional Studies. 2022. №2. С. 47–58.
- Хвост Модерна // Россия в глобальной политике. 2024. Т. 22. № 4. С. 172–181.
- Фишман Л.Г., Мартьянов В.С. Модерн – это не Запад // Россия в глобальной политике. 2025. Т. 23. № 1. С. 203–220.

## Публицистика
- Фишман Л. Г. Профессор был неправ! // Дружба народов № 5, 2007. Свободный доступ
- Фишман Л. Г. В системе двойной антиутопии // Дружба народов, № 3, 2008. Свободный доступ
- Фишман Л. Г. Мартьянов В. С. Быть свободным или «бороться с экстремизмом»? // Новый мир № 11, 2008. Свободный доступ
- Фишман Л. Г. Лев Гурский. Роман Арбитман: Биография второго президента России//Знамя № 11, 2008. Свободный доступ
- Фишман Л. Г. Полёт над гнездом пеструшки. // Дружба народов, 2009,№ 5. Свободный доступ
- Фишман Л. Г. Уроки августа // Знамя № 2, 2009. Свободный доступ
- Фишман Л. Г., Мартьянов В. С. Весть от великого инквизитора // Знамя, № 11, 2009. Свободный доступ
- Фишман Л. Г. Вот вам архаика, а постмодерна не будет // Дружба народов, № 10, 2009. Свободный доступ
- Фишман Л. Г. Мы попали // Дружба народов, № 4, 2010. Свободный доступ
- Фишман Л. Г. Зимние протесты: от «групп населения» к новым классам? // Неприкосновенный запас 2012, № 2. Свободный доступ
- Фишман Л. Г. Имитация миссии // Нева, 2014, № 12. Свободный доступ
- Фишман Л. Г. Рентное общество и последний «дух капитализма» // Неприкосновенный запас № 106 (2/2016). Свободный доступ
- Фишман Л. Г. О птичках. Лев Гурский. Корвус коракс // Знамя, № 11, 2019. Свободный доступ
- Фишман Л. Г., Мартьянов В. С. Советская мораль: от высших ценностей к «криминальной революции»? // Новый мир № 3, 2020. Свободный доступ

## Цитаты
- ...Там, где закончилось христианство — начался капитализм.